# Denderle József
Denderle József (Naszód, 1911. december 24. – Kolozsvár, 2002. november 2.) piarista tanár, tankönyvíró, történész.

## Életpályája
Középiskolát szülővárosában és Kolozsvárt végzett, 1928-ban lépett be a piarista szerzetes rendbe, 1934-ben szentelték pappá és szerzett történelem–földrajz szakos diplomát a kolozsvári egyetemen. Nagykárolyban és Kolozsvárt volt középiskolai tanár. A fiatal tanárnemzedék kérdéseiről az Erdélyi Fiatalokban (1937), a régi kolozsvári iskolázásról a Jóbarátban (1937), levelezéséről Benedek Elekkel a Napsugárban (1969), Mikes Kelemenről mint ifjúsági színjátszóról az Utunkban (1971), majd a Nyelv- és Irodalomtudományi Közlemények 1979/1-es számában értekezett.
Számos tankönyv szerzője. 1945-ben megírta Erdély történetét gimnáziumok és polgári iskolák használatára (a Történelemtanárok Munkaközössége adta ki Kolozsvárt). Debreczeni József név alatt magyarra fordította Ștefan Pascu, Pataki József és Vasile Popa Kolozsvár című városismertetőjét (1957); Cantemir Moldva leírása című munkájának társfordítója (1973).
2002. november 2-án hunyt el Kolozsvárott. Ugyanott temették el 2002. november 6-án a Házsongárdi temetőbe.

## Tankönyvei magyar nyelven
- Erdély története a magyarok és románok története köré csoportosítva : a gimnáziumok és polgári iskolák használatára / [összeáll. Malmos Matild, Denderle József, Kovács Péter]. Kolozsvár : Nagy-Ny., 1945. 111 p.
- Istoria evului mediu al cl. 9-a (magyar) A középkor története : tankönyv a 9. oszt. számára / [Francisc Pall, Camil Murean] ; [ford. Asztalos Sándor, Denderle József, Hadházy Sándor]. Bukarest : Állami Tanügyi és Pedagógiai Kiadó, 1959. 332 p., 4 t., 2 térk.
- Istoria modernă și contemporană cl. 6-a (magyar) Az újkor és a jelenkor története : tankönyv a 6. oszt. számára / Alexandru Vianu ; [ford. Denderle József]. Bukarest : Állami Tanügyi és Pedagógiai Kiadó, 1959. 251 p., 2 térk., ill.